# Edwardsia fusca
Edwardsia fusca är en havsanemonart som beskrevs av Daniel Cornelius Danielssen 1890. Edwardsia fusca ingår i släktet Edwardsia och familjen Edwardsiidae. Inga underarter finns listade i Catalogue of Life.